# Tálovaya (Vorónezh)
Tálovaya (ruso: Та́ловая) es un asentamiento de tipo urbano de Rusia, capital del raión homónimo en la óblast de Vorónezh.
En 2021, el asentamiento tenía una población de 11 136 habitantes. En su territorio no hay pedanías.
Se ubica unos 150 km al sureste de la capital regional Vorónezh y unos 30 km al norte de Buturlínovka.

## Historia
En el siglo XIX, aquí había un pequeño jútor llamado "Korovin" (Коровин). La actual localidad fue fundada en 1892 como un poblado ferroviario de la línea de ferrocarril de Járkov a Balashov. El poblado ferroviario destaca por su peculiar estructura urbanística, en la que las calles forman semicírculos concéntricos, de forma que la estación ferroviaria preside el hemiciclo resultante en el norte del casco urbano, delimitado por la línea de ferrocarril. La Unión Soviética le dio el estatus de capital distrital en 1928, al formarse los raiones de la óblast de Chernozem Central, y el de asentamiento de tipo urbano en 1957. Los campos ubicados al sur de Tálovaya fueron declarados reserva natural en 1996.